# 袁崇煥 (中華人民共和国のテレビドラマ)
『袁崇煥』は、2018年の中国歴史ドラマ。広東省東莞市が2016年に撮影を開始し、2017年にクランクアップ。2018年に公開された。主演は邵兵と王媛可。監督は金霖。総監督は唐国強。全46話。日本未公開。

## 作品概要
明末に活躍した愛国の名将・袁崇煥の後半生を描く。
天啓2年(1622年)、袁崇煥は、文官から武官に転じて、遼東での後金軍との熾烈な戦いに身を投じる。師の孫承宗や、多くの仲間の支えを得て、袁崇煥は数多の困難を乗り越え、勇敢無敵の関寧鉄騎と、山海関・寧遠・錦州を結ぶ強固な国境防衛線を構築することに成功。そして、天啓6年(1626年)の寧遠の戦い、天啓7年(1627年)の寧錦の戦いで後金軍を大いに打ち破り、袁崇煥をはじめ関寧軍は大いに名声を得、忠義の士として逞しく成長を遂げ、互いに絆を深めていった。また袁崇煥は、関外での厳しい日々を乗り越えていくなかで、恋人の孫霊汐との密かな愛も膨らませていた。
寧錦での大勝からほどなく、都・北京では天啓帝が崩御。弟の信王朱由検(崇禎帝)が跡を継いだ。崇禎帝は、絶大なる権力を握る宦官・魏忠賢とその一派を朝廷から排除し、親政を開始。寧錦での大勝利の後、暫く在野に在った袁崇煥は、崇禎帝の召喚に応じ、故郷の東莞から北京に赴く。崇禎帝の絶大なる信頼と期待を受けた袁崇煥は、辺境の全軍を束ねる明朝随一の大将軍となり、後金を討ち5年で遼の地を平定することを強く宣誓する。しかし、辺境と京師の間の連携は上手くいかず、袁崇煥の権勢を妬んだ奸臣が彼を陥れようと策を巡らし続ける。袁崇煥は、苦難にもめげず、「遼の地を平定し国に安寧をもたらす」という所期の目標に向かって突き進むが、汚職腐敗の甚だしい皮島の将軍・毛文龍をみだりに斬首したことで、次第に歯車が狂い始める。
朝廷の大臣である・梁廷棟は、ライバルの袁崇煥をなんとしてでも葬り去りたいと考え、影で悪事や陰謀を重ね、ついに崇禎帝も袁崇煥への猜疑心を抱き出す。崇禎2年(1629年)、後金の10万の大軍が、袁崇煥の築いた国境防衛線の隙を突いて北京城外にまで迫った。袁崇煥率いる関寧軍は、激戦の末になんとか後金の大軍を食い止めるが、多くの犠牲を払うことになった。一方で、崇禎帝の袁崇煥への猜疑心・怒りは、奸臣たちの謀略によって益々深まっていき、ついに崇禎帝は袁崇煥を再召喚。平台での対質の末に、袁崇煥は冤罪を被って牢獄へ監禁される身となった。
袁崇煥が牢に収監された後、後金軍は再び京師を攻めたが、梁廷棟はこれをよく防ぎ、その功で兵部尚書となった。清廉潔白な忠臣・袁崇煥を何としてでも守りたかった内閣首輔の銭龍錫は、決死の上奏を行い、袁崇煥を陥れた大臣・梁廷棟を弾劾するも、あえなく失敗し免職に追い込まれた。私利私欲に溺れる悪辣陰険な梁廷棟は、袁崇煥・銭龍錫といった忠臣を虐げ、ついに内閣首輔の地位を手にした。もはや、朝廷に忠臣は誰一人として残っていない。崇禎帝は、事態が深刻極まって初めて自身の誤りに気付いたが、すでに「覆水盆に返らず」であり、彼が袁崇煥を救うことは不可能だった。崇禎3年(1630年)8月、袁崇煥は崇禎帝の命によって処刑された。享年47。
袁崇煥の最愛の恋人・孫霊汐は、城壁の上から飛び降り自殺し、愛する袁崇煥の後を追った。袁崇煥の亡き後、明朝の命運は尽き果て、崇禎帝17年(1644年)、李自成の反乱軍によって北京は制圧され、ついに明朝は滅びた。袁崇煥に関しては、死してその功罪が喧喧囂囂と議論されているが、彼が「愛国の指導者」であったということは、疑いようのない事実である。

## 登場人物

### 明朝の人物

#### 袁崇煥の関寧軍とその周辺

##### 関寧軍(関寧鉄騎)
袁崇煥(演：邵兵)
後金軍を何度も打ち破った明朝屈指の名将・大将軍。兵部尚書。都察院右副都御史。薊遼督師。
孫霊汐(演：王媛可)
もとの姓は范。范文程の妹。両親が官界において冤罪で命を落とし、孫承宗によって育てられた。師匠の孫承宗を実の父以上に尊敬・敬愛している。袁崇煥の恋人。女将軍として寧遠の戦いにも参加し、後金軍の撃退に大貢献。師父の孫承宗の危機を救うために、兄弟子の梁廷棟と結婚する。45話～最終回で、牢に収監された袁崇煥を救出しようとするが失敗。最後は愛する袁崇煥の後を追って飛び降り自殺した。
程本直(演：劉屹宸)
袁崇煥の軍師。孫承宗の弟子。当初は官界の汚さに失望して在野に遊歴していたが、袁崇煥の志の高さと三顧の礼に感激し、その参謀となる。袁崇煥に対して、度々的確な助言をし、袁崇煥の危機や苦難を救い、その大志の実現を後押しする。袁崇煥の処刑と時期を同じくして、その後を追って自刎。
祖大寿(演：艾東)
明朝の不屈の勇将・名将。関寧四大鉄騎の一人。当初は袁崇煥と対立していたが、次第に打ち解けその腹心の部下となる。錦州総兵。2度の寧遠の戦いや、京師防衛線で大活躍。袁崇煥なき後の関寧軍のリーダーとなる。
謝尚政(演：王放)
明朝の勇将。袁崇煥の義弟・腹心の部下。2度の寧遠の戦いや、京師防衛線で大活躍。45話～最終回で、牢に収監された袁崇煥を救出しようとするが失敗し、梁廷棟によって殺された。
満桂(演：孫渤洋)
明朝猛将。関寧四大鉄騎の一人。当初は袁崇煥と対立していたが、次第に打ち解けその腹心の部下となる。猪突猛進型で、2度の寧遠の戦いで活躍するが、功を焦って失敗を犯すことも。後に毛文龍との私通を疑われて左遷され、袁崇煥に密かな恨みを抱く。京師の戦いで奮戦し、後金軍撃退に貢献。しかし、自らが負傷した際、その刺さった矢が袁崇煥の軍のものであったがために疑念を募らせ、ついに「袁崇煥が敵と通じた」という冤罪を着せてしまう。最後は、尊敬・崇拝する袁崇煥を陥れてしまったことを強く恥じ、京城から飛び出し後金軍と激戦を繰り広げ、戦死。京師防衛に尽力した。
趙率教(演：劉瀚涵)
明朝の勇将。関寧四大鉄騎の一人。山海関総兵。当初は「逃げ将軍」と揶揄され、臆病な性格だったが、袁崇煥の部下となって以降、勇敢な将軍に成長を遂げていく。天啓6年の寧遠の戦いや、天啓7年の錦州の戦いで活躍し、後金軍を撃破。崇禎2年の遵化の戦いで、後金軍と激戦を繰り広げ、戦死。しかし、後金軍の進軍を食い止め、京師防衛に大きく貢献した。
何可綱(演：薛江涛)
明朝の将軍。関寧四大鉄騎の一人。寧遠総兵。毛文龍誅殺後の皮島を統轄するも、毛仲明の反乱に遭い、程本直を逃がした後に殺される。
羅立(演：張博涵)
袁崇煥の配下の武将。小蘭と恋仲。京師防衛線で戦死。
洪安瀾(演：高海)
明朝の将軍。袁崇煥・謝尚政の義弟。覚華島の戦いで後金軍に敗れ、戦死。
金啓倧(演：釈臣偉)
寧遠通判。袁崇煥の部下。ポルトガルから輸入した「紅夷大砲」の指南役。第一次寧遠の戦いでは、不備のあった「紅夷大砲」を改良し、明軍の大勝利に強く貢献した。
呉三桂(演：于戦江)
関寧軍の一員。祖大寿の義理の甥。京師防衛線に参加。後に清朝に投降して漢民族の仇となる男も、作中では20歳に満たぬ若者。

##### 袁崇煥の家族
何太君(演：魏麗萍)
袁崇煥の母親。
黄青桂(演：劉芝)
袁崇煥の正妻。

#### 明朝皇族
崇禎帝(朱由検)(演：高梓淇)
明朝第17代皇帝。もと信王。泰昌帝の第5子。天啓帝の弟。天啓帝の死の間際、皇位を託され、即位。即位後、朝廷で絶大なる権勢を誇っていた大悪党の宦官・魏忠賢を排除し、親政を開始。学識豊かで英明な君主だが、小心で気が短く猜疑心が強い。当初は袁崇煥を深く信頼し、大将軍に抜擢して一途に期待を寄せていた。しかし、奸臣の讒言に惑わされ、忠臣・袁崇煥を罷免し、ついには処刑にまで追い込む。
天啓帝(朱由校)(演：黄黌)
明朝第16代皇帝。泰昌帝の長子。崇禎帝の兄。趣味の木工に傾倒しすぎるあまりに政治を疎かにし、宦官・魏忠賢の専横を許す。文字の読み書きが出来ず、上奏書の決済も大半を魏忠賢に委託し、自身は唯々諾諾と許可するだけだった。ただ完全な暗君ではなく、しっかりとした見識・才覚はあり、学問の師・孫承宗に対しては絶大なる信頼を寄せ、孫承宗が魏忠賢派に弾劾されても、彼を庇い続けた。後金を度々打ち破った袁崇煥のことも深く信頼している。若くして大病を患い、最後は魏忠賢の凶悪さに気付くも、後の祭りであった。臨終の間際、弟の信王・朱由検を後継者に指名し、夭逝。

#### 明朝後宮
客氏(演：王姫)
天啓帝の乳母。魏忠賢の情婦。魏忠賢と結託し、度々陰謀を企む。崇禎帝の即位後、後宮を去るも、まもなく罪を弾劾され、冷宮の使用人に落とされた。
張皇后(演：蔡琳)
天啓帝の皇后。信王・朱由検の即位に尽力した。
田秀英(演：張芯寧)
崇禎帝の皇妃。武芸に優れる。後金の軍が京師の郊外に侵攻した際、自ら手勢を率いて実家の領地に赴き、後金軍と戦う。後金軍に対し勇敢に奮戦するも、父・田弘遇を殺される。父の死を激しく嘆き、「責任は後金の侵攻を許した袁崇煥にある」と強く崇禎帝に訴えた。

#### 宦官
魏忠賢(演：梁冠華)
天啓王朝において絶大なる権力を握った宦官。司礼監掌印太監。自身のことを「千歳」・「九千歳」・「九千九百歳」と呼ばせ、皇帝をないがしろにして奢侈や権勢を誇り、専横を極め、影で陰謀を巡らせ、自身に盾突く朝廷の忠臣を次々と排除した。天啓帝の崩御の間際、民間から適当に妊婦を誘拐し、生まれた男児を跡継ぎにしようと企んだが、失敗。崇禎帝の即位後、大罪を糾弾され、朝廷を追放される。鳳陽へ左遷される途中に逮捕の報を聞き、阜城で首を吊って自殺した。
王承恩(演：唐以諾)
崇禎帝に忠実に仕える宦官。崇禎帝に対し、度々的確な助言を行いつつ、その憂いを分かつ。
薛舜堯(演：倪菘陽)
魏忠賢に最も忠実に仕える宦官。魏忠賢の自殺後、後を追って服毒自殺した。
王体乾(演：張小明)
天啓帝の側近宦官。秉筆太監。
六子(演：馬瑞沢)
魏忠賢の腹心の宦官。
徐応元(※演者不明)
崇禎帝が信王だった頃からその傍に仕えていた宦官。不正を咎められ、崇禎帝によって処刑される。

#### 天啓王朝の朝臣

##### 魏忠賢派(濁流派)
崔呈秀(演：楊猛)
魏忠賢派の大臣。御史。朝廷の忠臣を度々弾劾し、失脚させる。魏忠賢の失脚と同時に自身も失脚し、自害。
顧秉謙(演：李保民)
魏忠賢派の大臣。
馮銓(演：朱忠進)
魏忠賢派の大臣。
王永光(演：張書魁)
魏忠賢派の大臣。
楊渡(演：王願)
魏忠賢派の官吏。梁廷棟の兄弟子。策を弄して、清廉だった梁廷棟を悪の魏忠賢派に取り込むことに成功。しかし、梁廷棟への脅しがすぎたためにかえってその逆鱗に触れ、殴り殺されてしまう。

##### 反魏忠賢派(清流派)
楊漣(演：周浩東)
東林党のリーダー的存在。清廉な忠義の臣。左副都御史。天啓4年(1624年)、大悪人・魏忠賢の24の大罪を弾劾するも、失敗。獄に監禁され、激しい拷問の末に無念の死を遂げる。
左光斗(演：高寿)
東林党の一員。清廉な忠義の臣。都察院左僉都御史。天啓4年(1624年)、楊漣に従って大悪人・魏忠賢の24の大罪を弾劾するも、失敗。獄に監禁され、激しい拷問の末に無念の死を遂げる。
侯恂(演：沈保平)
東林党の一員。清廉な忠義の臣。戸部尚書。楊漣・左光斗らとともに魏忠賢を弾劾するも失敗し、失脚する。

#### 崇禎王朝の朝臣

##### 内閣
銭龍錫(演：唐国強)
清流派の重臣。内閣首輔。剛直で忠義心・正義感が強い。袁崇煥のよき理解者・擁護者。袁崇煥を庇い続け、奸臣・梁廷棟を弾劾するも失敗し、失脚する。
成基命(演：遅志強)
清流派の重臣。内閣次輔。やや臆病で日和見的性格。銭龍錫の失脚に伴い、職を辞す。
温体仁(演：王九勝)
もと魏忠賢派の大臣。礼部尚書。策を弄して内閣の第三位の地位に昇り詰める。梁廷棟の悪友。銭龍錫・成基命を陥れ、最後は土壇場で親友の梁廷棟を裏切った。欲深く悪賢い性格。毛文龍との親交も深い。

##### 諸々の朝臣
梁廷棟(演：曹征)
袁崇煥の弟弟子。袁崇煥の最大のライバル。孫霊汐の夫。恩師の孫承宗を強く敬慕し、崇拝している。権力欲が非常に強い。当初は善良だったが、官界での日々を経て、陰険で悪賢い性格に豹変した。孫承宗の推薦で大理寺丞となる。恩師の孫承宗が魏忠賢派に陥れられた際も、懸命に悪党と戦い、恩師を守り続けた。ただ、師の救出のために不本意ながら魏忠賢派と繋がりを持ち、さらに師の救出にかこつけて片思いしていた孫霊汐と結婚する。やがて崇禎帝の即位に大きく貢献し、兵部左侍郎となる。兄弟子の袁崇煥に対して激しい嫉妬の炎を燃やし、袁崇煥・銭龍錫らを陥れるべく親友の温体仁とともに陰で策謀を巡らす。崇禎2年の京師防衛戦において都の民衆を集めて果敢に戦い、後金軍を撃退。その大きな功績により、兵部尚書・都察院左都御史・太子少保となる。ほどなく袁崇煥・銭龍錫を無実の罪で陥れることに成功し、内閣首輔にまで上り詰める。しかしその直後、親友の恩体仁に裏切られ、数々の悪事や後金との私通を暴露され、失脚。職を全て解任され、遼東経略に左遷された。
畢自厳(演：石剣涛※二役)
畢自粛の弟。戸部尚書。兄・畢自粛から寧遠兵変の報を聞き、銭龍錫や袁崇煥に対して助けを求める。
王洽(演：李亨隆)
明朝重臣。兵部尚書。
陳忠(演：沈雪煒)
明朝大臣。御史。袁崇煥を目の敵として、度々弾劾する。
徐知勇(演：李占軍)
明朝大臣。御史。袁崇煥を目の敵として、度々弾劾する。

#### 遼東方面

##### 遼東経略
孫承宗(演：廖京生)
天啓帝の学問の師匠。清流派の重鎮。袁崇煥・梁廷棟・程本直の師匠。孫霊汐の義父。兵部尚書・東閣大学士。天啓帝から絶大なる信頼と崇拝を受ける。弟子の袁崇煥を強く信頼し、強く期待をかけている。遼東経略・王在晋の不正汚職を調査し摘発。王在晋の後任の遼東経略に就任。関寧鉄騎の強化や、関外防衛線の構築に尽力。3年間遼東経略を務め、京師に帰還。袁崇煥が奸臣に弾劾された際、自ら必死に袁崇煥を庇い立て、冤罪を被って牢に収監された。出獄後は皇帝陵の陵守に左遷される。後に弟子の梁廷棟が悪に染まったことを知り失望。だが京師防衛戦の際には、梁廷棟に対して後金軍撃退のための大きなヒントを与えた。
熊廷弼(演：曾紅生)
もと遼東経略。無実の罪で魏忠賢に陥れられ、牢獄に監禁される。袁崇煥に対して、北方(遼)平定のための秘策を授け、強く希望を託す。最後まで悪に屈さず、激しい拷問を受けた末に、殺される。
王在晋(演：方舟波)
兵部左侍郎。熊廷弼の後任の遼東経略。魏忠賢派。武官としての見識がなく、部下の袁崇煥らと屡々対立。孫承宗に汚職不正を摘発され、失脚。一時南京に左遷されたが、魏忠賢の取りなしでほどなく北京での職務に返り咲いた。
高第(演：王崗)
魏忠賢派の大臣。兵部左侍郎。武官としての見識が全くない臆病で無能な官吏。魏忠賢の命令で半ば強引に遼東経略に就任するも、ひたすら自己保身に走る。天啓6年(1626年)、後金の大軍が南下して攻めてきた際、関外の全ての軍を山海関に撤退させ、寧遠の袁崇煥らを孤立させる。後金軍に怯んで戦いを避けた小心ぶり・失策を激しく咎められ、失脚。魏忠賢に対し、袁崇煥の叛逆心を告発してその機嫌を取り、自らの処刑だけは免れた。
王之臣(演：阮愇旌)
山海関の守将。孫霊汐と協力し、遼東巡撫・李林の摘発に成功。高第の後任の遼東経略となる。やや小心な性格で、保身や名誉を強く気に掛けている。「寧遠兵変」後、兵糧不足に頭を悩ませる袁崇煥の軍に対して、兵糧を支給した。

##### 遼東の官員
畢自粛(演：石剣涛※二役)
遼東巡撫。畢自厳の兄。在職中、兵糧・給金不足によって寧遠兵変が起き、反乱軍に捕らわれの身となり、最後はその責を負って自害。
劉応坤(演：黄継鵬)
遼東軍の監軍。魏忠賢派の宦官。関外鎮守。袁崇煥らとしばしば対立する。
紀用(演：王綱)
遼東軍の監軍。魏忠賢派の宦官。関外鎮守。袁崇煥らとしばしば対立する。
李林(演：周芸華)
遼東巡撫。私利私欲に走るも、甚だしい汚職不正を摘発され失脚。
杜英魁(演：盧愛新)
明朝将軍。総兵。甚だしい汚職不正の罪で、袁崇煥によって斬られる。
邵南林(演：張傑)
明朝将軍。甚だしい汚職不正の罪で、袁崇煥によって斬られる。
田汝棟(演：趙剛)
寧遠の将軍。兵糧・給金不足による不満から反乱「寧遠兵変(十三営兵変)」を起こし、上官の畢自粛を捕らえる。反乱を起こし勢いに乗っていたが、その後袁崇煥によって反乱は鎮圧された。
曹孟林(演：楊程落)
広武営衛。兵糧・給金不足による不満から、田汝棟とともに反乱「寧遠兵変(十三営兵変)」を起こす。
王顕用(演：岳冬峰)
寧遠の武将。後金と内通し、田汝棟らに謀反を唆した。
劉校尉(演：江寧波)
王在晋の腹心の武将。

#### 皮島
毛文龍(演：王建新)
明朝将軍。東江総兵。孤島・皮島を拠点に、後金軍を牽制する。しかしその実は、皮島を拠点に私利私欲を極め、朝廷に莫大な兵糧や金銭を要求し続け、朝廷に虚偽の軍功を報告し続け、汚職不正を極め私腹を肥やす。京師の大臣の多くにも賄賂を贈り、朝廷での便宜を図る。魏忠賢が朝廷を牛耳っていた頃は、非常に懇意にしていた。温体仁とも仲が良い。畢自粛が皮島に不正調査に来た際は、巧みに騙して危機を乗り切った。欲深さが極まり、ついには後金とも密通する。元来悪賢い性格だったが、袁崇煥の誠意と大志に強く心を打たれ、義兄弟の契りを結んで一時的に改心する。改心後は背後から後金を攻めるも、改心は長く続かなかった。やがて汚職不正・虚偽の報告、敵との密通、利己的な行動など、12の大罪を袁崇煥によって告発され、ついには袁崇煥によって斬首される。
毛仲明(演：尤浩然)
毛文龍の義理の息子。義父・毛文龍に従順だったが、程本直に唆されて次第に毛文龍への不信感を募らせ、ついには毛文龍を裏切って、袁崇煥による毛文龍処刑に協力する。やがて、毛文龍の処刑後に皮島の統轄を任された何可綱に対して反乱を起こし、何可綱を殺害する。
毛承禄(演：馬浩翔)
毛文龍の息子。父・毛文龍に従順。毛文龍が袁崇煥に弾劾された際、京師に赴いて温体仁に賄賂を贈り、助けを求めた。

#### 錦衣衛・牢獄
許顕純(演：杜暫宇)
錦衣衛将軍。魏忠賢の腹心。もと熊廷弼の部下。残虐な拷問を好み、朝廷の忠臣を次々と死に追いやる。魏忠賢の失脚に伴い失踪。
邵千戸(演：李盟)
牢獄の看守。善良な性格であり、奸臣によって忠義の臣が次々と死に追いやられる悲惨な状況を激しく嘆いて、自責の念に駆られる。
王大化(※演者不明)
錦衣衛の衛士。

#### 市井の人々
李香蓮(演：李紫菻)
京師の遊郭・惜春楼の芸妓。梁廷棟を恋い慕っており、その良き理解者・相談相手となる。
胡三(演：温浩)
孫霊汐の家来。いつも乞食の格好をしている。45話～最終回で、牢に収監された袁崇煥を救出しようとするが失敗し、梁廷棟によって殺された。
小蘭(演：葉芸菲)
孫霊汐の侍女。羅立の恋人。45話～最終回で、牢に収監された袁崇煥を救出しようとするが失敗し、梁廷棟によって殺された。
梁用(演：任宏宗)
梁廷棟の家来。
陳子壮(※演者不明)
広東省南海の人。袁崇煥の郷里の友人。進士に及第した実績の持ち主。
満月(※演者不明)
満桂の娘。

### 後金の人物

#### 金朝皇族
努爾哈赤(ヌルハチ)(演：肖栄生)
後金の初代君主・大可汗。後金の名将。建州の地で女真族を束ねあげて後金を建国。「七大恨」と呼ばれる檄文を掲げ、南下して明朝を攻め、サルフの戦いで明軍に大勝。カリスマ性・リーダーシップは勿論、敵に対して決して怯まぬ胆力・勇敢さも兼ね備える。ときに短気でせっかちな一面も見せるが、息子や部下の進言には積極的に耳を傾ける。天啓6年(1626年)、南下して10万の大軍で寧遠を攻めるが、袁崇煥の粘り強い抵抗に遭い攻めあぐね、最後は自ら出撃するも、「紅夷大砲」の爆撃をもろに受け、重傷を負う。寧遠の戦い後、心身ともに失意のどん底に陥り、8男の皇太極(ホンタイジ)を後継者に指名して死去。
皇太極(ホンタイジ)(演：周帥)
後金の2代目君主・大可汗。天聡可汗。清朝初代皇帝。努爾哈赤(ヌルハチ)の8男。四貝勒。勇敢かつ聡明な性格で、努爾哈赤からの信頼も厚い。漢人の范文程を参謀に登用し、その献策に絶対の信頼を置く。涼水河において明軍を率いる袁崇煥と初めて戦うも、伏兵に遭い敗退。天啓6年(1626年)の寧遠の戦いにおいて、城壁突破の奇策を考案し、実行に移すも、明軍の女将軍孫霊汐の機転により失敗。その後、努爾哈赤(ヌルハチ)に撤退を進言するが受け入れられなかった。努爾哈赤(ヌルハチ)の崩御の間際、正式に後継者に指名され、後金の君主となる。即位後は、朝鮮に攻め込むと同時に、皮島の毛文龍を篭絡して釘付けにし、背後の憂いを断つ。そして、寧遠の戦いにおける屈辱的な敗戦から1年後の天啓7年(1627年)、「先帝・努爾哈赤(ヌルハチ)の仇討ち」を旗印に、13万の大軍を率いて親征を行い、南下。寧遠・錦州の両城を攻めるが、袁崇煥・趙率教らの猛烈な抵抗を受け、大敗。多くの犠牲を出し、泣く泣く撤退した。寧遠・錦州の攻略失敗後は、モンゴルを攻め、チャハルの林丹汗の勢力を駆逐し、モンゴルの部族の大部分を支配下に置く。范文程の献策に従い、離間の計で強敵・袁崇煥を排除しようと画策する一方で、崇禎2年(1629年)、10万の大軍を率いて南下。大遼河城を攻めた後、関寧錦に連なる強固な防衛線を迂回して西側のモンゴルルートから侵攻し、遵化の戦いで趙率教の軍を打ち破り、ついには京師の目前にまで侵攻する。その後京師に猛攻を仕掛けたが、袁崇煥・満桂・祖大寿らの奮戦に遭い、撤退を余儀なくされる。その後、大将軍・袁崇煥の解任・投獄の報を受け、再度南下して京師を攻めるが、梁廷棟らの粘り強い抵抗に遭い、攻略できず。兵糧・物資不足や、敵の援軍到来を理由にやむなく兵を引き揚げ、沈陽への帰途に付いた。強敵・袁崇煥を憎らしく思いつつも、その生き様や能力を高く評価しており、「大英雄・袁崇煥が敵ではなく背後の奸臣の手によって殺されようとしていること」をひどく嘆いた。
莽古爾泰(マングルタイ)(演：左金珠)
後金随一の猛将。努爾哈赤(ヌルハチ)の五男。三貝勒。皇太極(ホンタイジ)の兄。勇猛で敵に対して絶対に怯まない豪胆な武将だが、ひどく気性が激しく短気な性格で、相当口が汚い。残虐で略奪や殺戮を好む。猪突猛進型であるがゆえに、大きな失態を犯すこともある。皇太極(ホンタイジ)・范文程らと対立することも多い。
代善(ダイシャン)(演：王暁東)
努爾哈赤(ヌルハチ)の次男。大貝勒。皇太極(ホンタイジ)の兄。後金の勇将。錦州の明軍を攻めるも敗北して大きく犠牲を出し、自らも負傷して気力を失い、失意の底に陥るも、父汗・努爾哈赤(ヌルハチ)に励まされ、勇気を取り戻した。即位した皇太極(ホンタイジ)に対して非常に従順で、慎ましい性格。
阿敏(アミン)(演：烏日根)
努爾哈赤(ヌルハチ)の甥。二貝勒。後金の勇将。
豪格(ホーゲ)(演：馬啓越)
皇太極(ホンタイジ)の長男。後金の猛将。第二次寧遠の戦いに参陣し奮戦。また、明軍の寧遠兵変の隙を突いて寧遠城を攻めるも大敗し、父・皇太極(ホンタイジ)から激しく叱責された。崇禎2年(1629年)の京師侵攻作戦に関しては、陽動作戦を担い、大遼河城を繰り返し攻め、敵を撹乱し、明軍の注意を惹きつけることに成功した。
多爾袞(ドルゴン)(演：譚笑)
努爾哈赤(ヌルハチ)の十四男。睿親王。皇太極(ホンタイジ)の弟。後金の猛将。モンゴル討伐で活躍。崇禎2年(1629年)の京師侵攻にも参陣し、羅立を討ち取った。
多鐸(ドド)(演：張東旭)
努爾哈赤(ヌルハチ)の十四男。粛親王。皇太極(ホンタイジ)・多爾袞(ドルゴン)の弟。後金の勇将。

#### 金朝謀臣
范文程(演：李解)
皇太極(ホンタイジ)に仕える参謀・軍師。孫霊汐の兄。父を無実の罪で殺されたことから、明朝へ強い恨み・復讐心を抱き、後金陣営に身を投じる。皇太極(ホンタイジ)の腹心の参謀として、度々的確な助言を行い、その大業の進展を助け、ときには相談相手となって君の憂いを分かつ。後金陣営の人物だが、明に残った妹の孫霊汐のことは度々気に掛けている。離間の計を用いて強敵・袁崇煥を陥れ、袁崇煥を間接的に死に追いやった。
圓通禅師(演：范浩軍)
後金のスパイ。范文程の配下。皮島にやって来た袁崇煥を暗殺しようと目論むが、失敗。

## 制作スタッフ
- 制作指揮　張碩萍・陸世強
- 準制作指揮　冬奇・鄒如意・劉波
- 時代考証　閻崇韋
- 総企画　冬奇・王建栄
- 総合演出　馬唯傑・梁軾文・周漢標
- プロデューサー　冬奇
- 統括プロデューサー　馬唯傑
- プロデューサー主任　張碩萍
- 演出　朱新農・黎量・李粤楊
- 企画　張愷華・張海英・彭仙・婁攸利・金衛東
- 脚本　劉燕・王潤幾
- 作曲/録音担当　胡小鴎
- 衣装デザイン　韓莉
- 撮影指導　李鵬
- 美術指導　張仲興
- 所作指導　孟振
- 副監督　馬唯傑　荀盛
- 監督　金霖
- 総監督　唐国強